# 羅馬 (伊利諾伊州)
羅馬（英語：Rome）是位於美國伊利諾伊州皮奧里亞縣的一個人口普查指定地區。

## 地理
羅馬的座標為40°52′34″N 89°30′34″W / 40.87611°N 89.50944°W，而該地最高點為海拔高度142米（即466英尺）。

## 人口
根據2010年美國人口普查的數據，羅馬的面積為4.90平方千米，當中陸地面積為4.90平方千米，而水域面積為0.00平方千米。當地共有人口1738人，而人口密度為每平方千米354.69人。